# Jagdschloß Hubertusstock
Das Jagdschloss Hubertusstock (eigentlich nur Haus Hubertusstock) war die offizielle Jagdresidenz des deutschen Staatsoberhauptes in der Zeit des Deutschen Kaiserreiches und der Weimarer Republik. Wegen seiner repräsentativen Aufgaben bürgerte sich der Begriff Jagdschloß Hubertusstock ein. In der DDR zu Zeiten Erich Honeckers hatte es (vgl. Jagd in der DDR) eine vergleichbare Funktion.

## Geschichte vor 1945

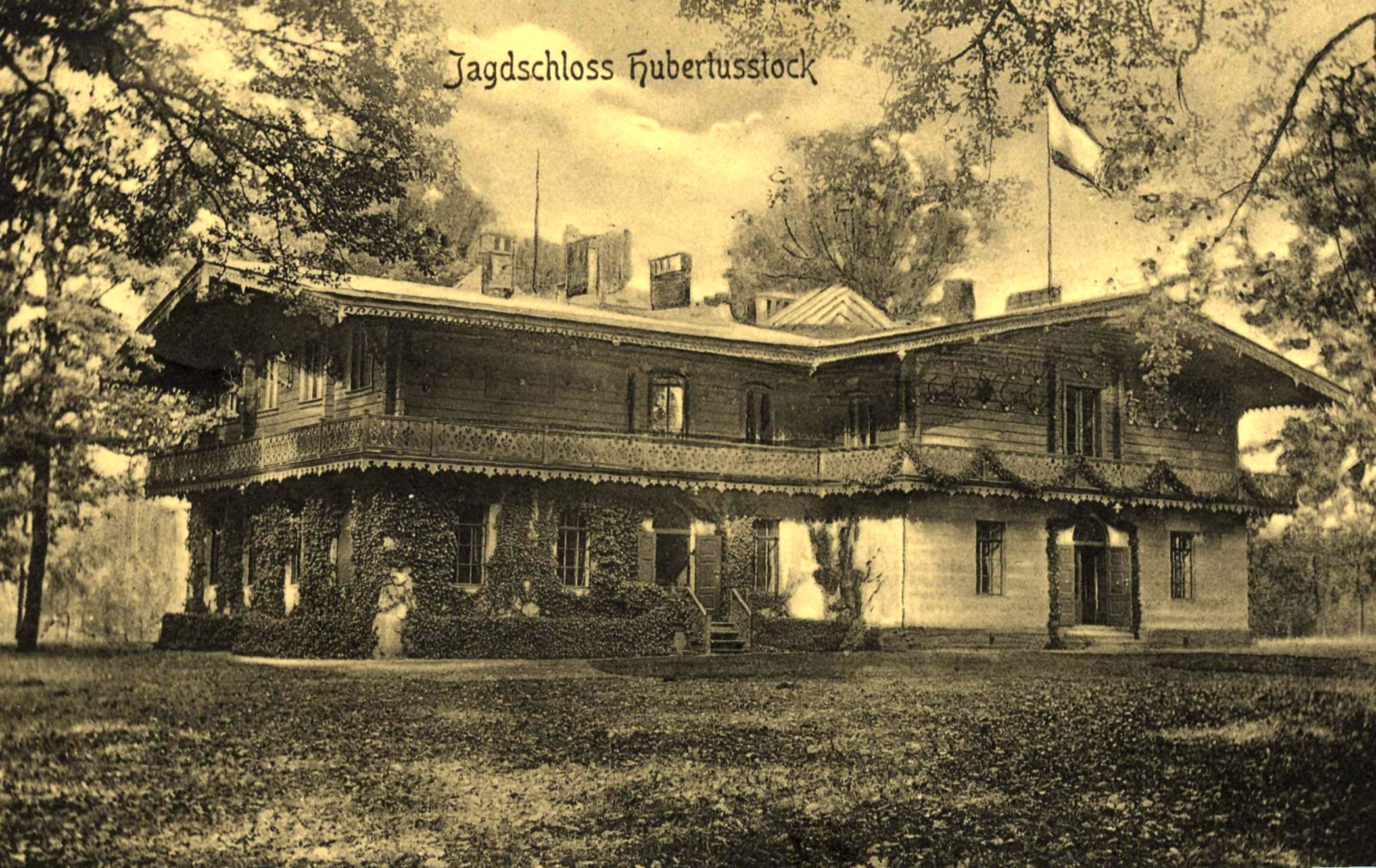
Jagdschloss anno 1913

Das Jagdhaus, das sich am Werbellinsee am Rand der Schorfheide, einer Landschaft im Land Brandenburg, befindet, wurde von 1847 bis 1849 im Auftrag des preußischen Königs Friedrich Wilhelm IV. im bayerischen oder auch im Schweizer Landhausstil zu Ehren seiner Frau, einer Tochter des Königs Maximilian I. von Bayern, erbaut. Der schlichte Bau, der seiner königlichen Besitzer und des großen Jagdreviers wegen Jagdschloss genannt wurde, diente der Unterkunft der Hof-Jagdgesellschaften. Während der Abwesenheit der Bewohner wurde das Anwesen von Hofbeamten, Dienern und Handwerkern bewirtschaftet. Interessierte Besucher konnten den Bau für ein Eintrittsgeld von 25 Pfennig besichtigen.
Ab dem Jahr 1869 wurden repräsentative herrschaftliche Jagden veranstaltet und dazu hochrangige Gäste eingeladen.
Im Jahr 1898 erhielt das Jagdschloß auf kaiserliche Order eine Anbindung an die Eisenbahn: der etwa 10 km entfernte Kaiserbahnhof Joachimsthal wurde als gesonderter Halt an der Bahnstrecke eingerichtet.
Zusammen mit dem Wirtschaftsgebäude und den umliegenden Wäldern gehörte das Jagdhaus zu den Preußischen Staatsforsten. Bis zum Sturz der Monarchie in der Novemberrevolution 1918 befand sich das Jagdhaus im Besitz der preußischen Herrscherfamilie der Hohenzollern. Mit der Revolution wurde Hubertusstock zunächst für kurze Zeit Nationaleigentum. Danach fiel das Jagdhaus an die Krongutverwaltung des ehemals regierenden Königshauses. 1926 wurde Hubertusstock dem Staat Preußen übertragen. In der Zeit der Weimarer Republik nutzten die Reichspräsidenten Friedrich Ebert und Paul von Hindenburg das Gebäude als Quartier während ihrer Jagdausflüge in die Schorfheide. Zu den bejagten Tieren zählten vor allem Rehwild und Rotwild. Nach Hindenburgs Tod stellte Adolf Hitler das Jagdhaus dem Leiter der Reichskanzlei, Hans Heinrich Lammers, als Wochenendhaus zur Verfügung und dotierte es ihm schließlich 1944.

## Geschichte 1945 bis 1990

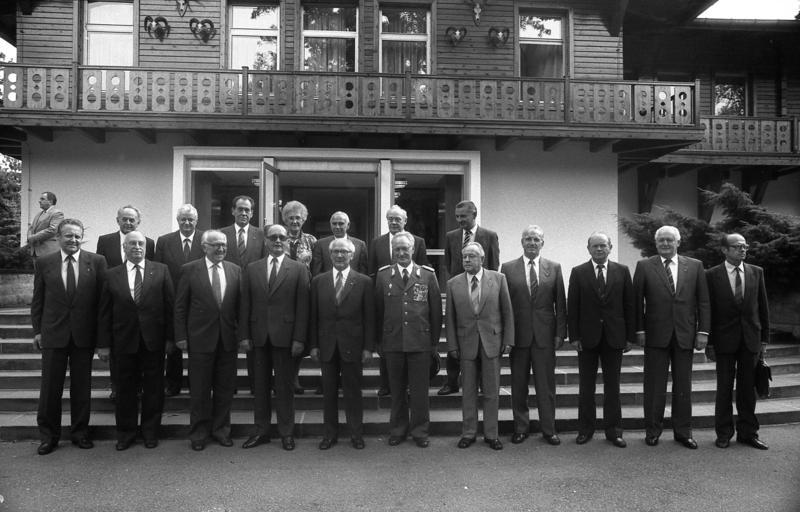
Honecker mit dem polnischen Präsidenten Jaruzelski 1987 vor dem Gästehaus des Staatsrats der DDR

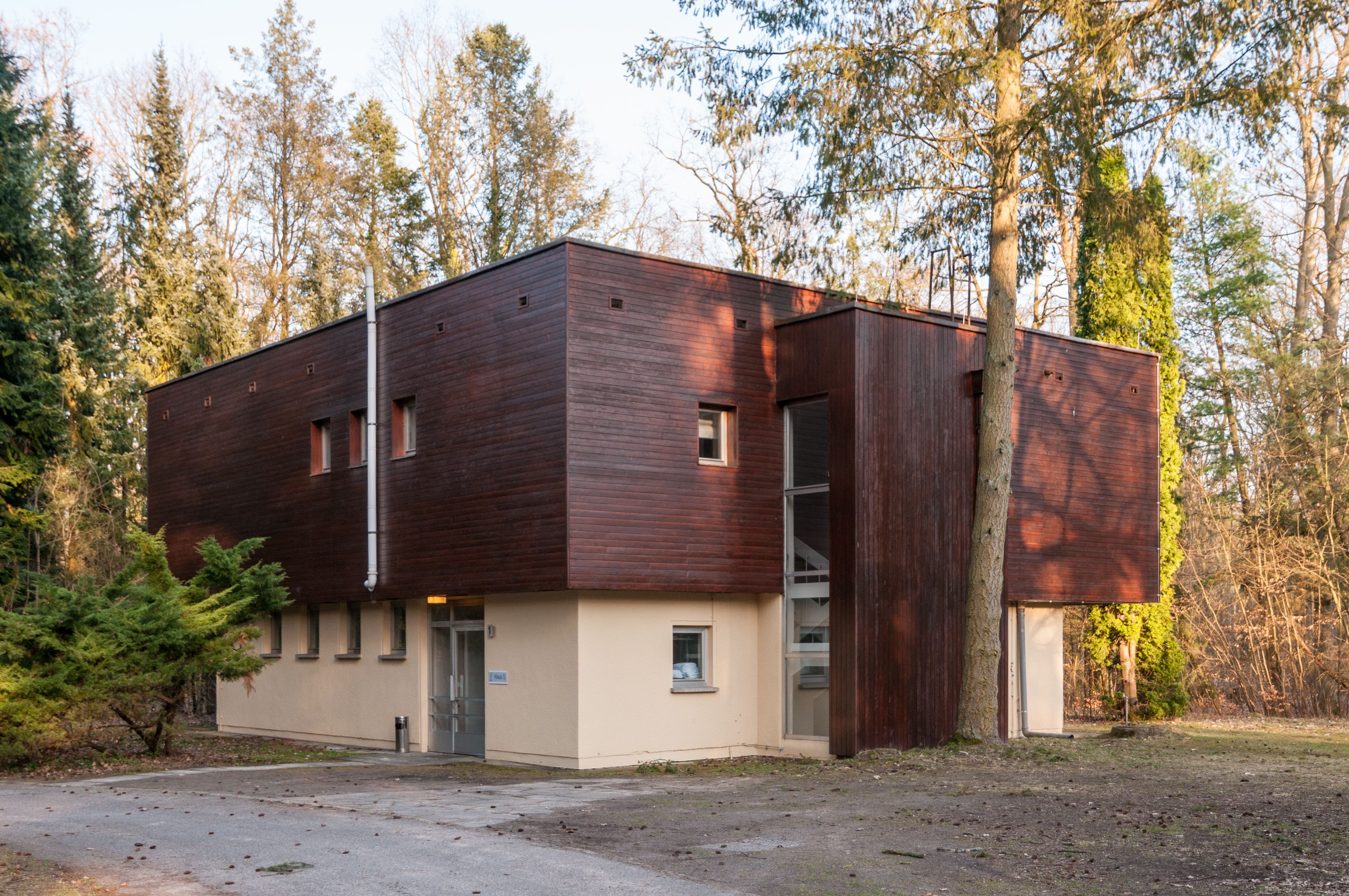
Eines der vier Flachdach-Gästehäuser im Wald 2018

Nach dem Zweiten Weltkrieg ging das Jagdhaus mit Gründung der DDR in Volkseigentum über und wurde vom Land Brandenburg als Landsitz des Ministerpräsidenten genutzt. Die Wartung und Pflege erledigte zu dieser Zeit der zuständige Oberförster der Försterei Grimnitz. Nach der Auflösung der Länder in der DDR übernahm 1952 das Ministerium des Inneren den Gebäudekomplex und nutzte ihn bis 1971 als Erholungsheim für höhere Dienstränge.
Der 1973 abgeschlossene Nachbau auf den alten Grundmauern diente bis zum Ende der DDR als Gästehaus der Regierung. Das alte gesonderte Wirtschaftsgebäude wurde ebenfalls abgerissen. An seiner Stelle entstanden entlang einer ca. 400 Meter langen Ringstraße vier zweigeschossige Gäste-Bungalows mit Flachdach sowie ein Mehrzweckgebäude mit Schwimmbad, Sauna, Sporträumen und Schießstand.
Außerhalb des Gästebereichs und durch Grünanlagen praktisch unsichtbar für die Gäste entstand ein neuer Wirtschaftsbereich aus mehreren Gebäuden: Küche, Garagenhof/Nachrichtenzentrale, Heizung/Notstromaggregat, Unterkunftsgebäude mit getrennten Bereichen für das Stamm-, das Wach- und das MfS-Personal.

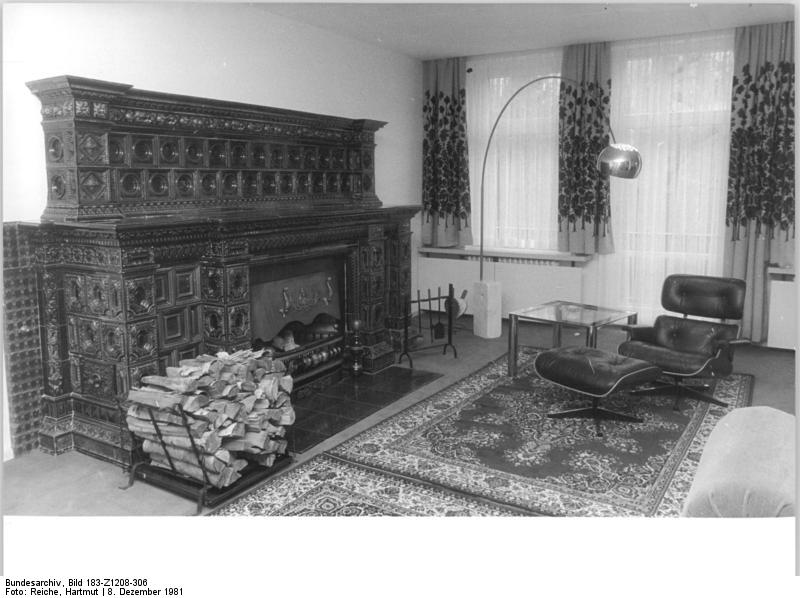
Kaminzimmer im Jahr 1981

Bewirtschaftet wurde das Gelände in den 1980er Jahren im Normalbetrieb von ca. 10 Zivilbeschäftigten unter dem Kommando eines Oberstleutnants der NVA (Küchen- und Raumpflegekräfte), sechs kommandierten Unteroffizieren der Hauptnachrichtenzentrale des Ministeriums für Nationale Verteidigung (fernmeldetechnische Sicherstellung, auch für den Militärforstwirtschaftsbetrieb Schorfheide), einem Fähnrich, einem Unteroffizier und fünf Soldaten (Kraftfahrer und Technik, insbesondere Heizung). Hinzu kamen unter dem Kommando eines Subalternoffiziers ca. 30 im Zwei- bis Vier-Wochen-Rhythmus wechselnde Unteroffiziere und Soldaten des NVA-Wachregiments „Hugo Eberlein“ zum Schutz des gesamten Geländes samt der beiden Bootshäuser am Werbellinsee.
Bei Protokollveranstaltungen und -belegungen wurden – abgestuft nach der Schutzbedürftigkeit der Gäste – die Funktionen des Stamm- und des Wachpersonals mehr oder weniger komplett durch Angehörige des Ministeriums für Staatssicherheit übernommen.
In den folgenden Jahren fanden in Hubertusstock zahlreiche Treffen mit ausländischen Politikern statt. Unter anderem trafen sich hier im Dezember 1981 Erich Honecker, Staatsratsvorsitzender der DDR, und der damalige bundesdeutsche Kanzler Helmut Schmidt.

## Geschichte ab 1990

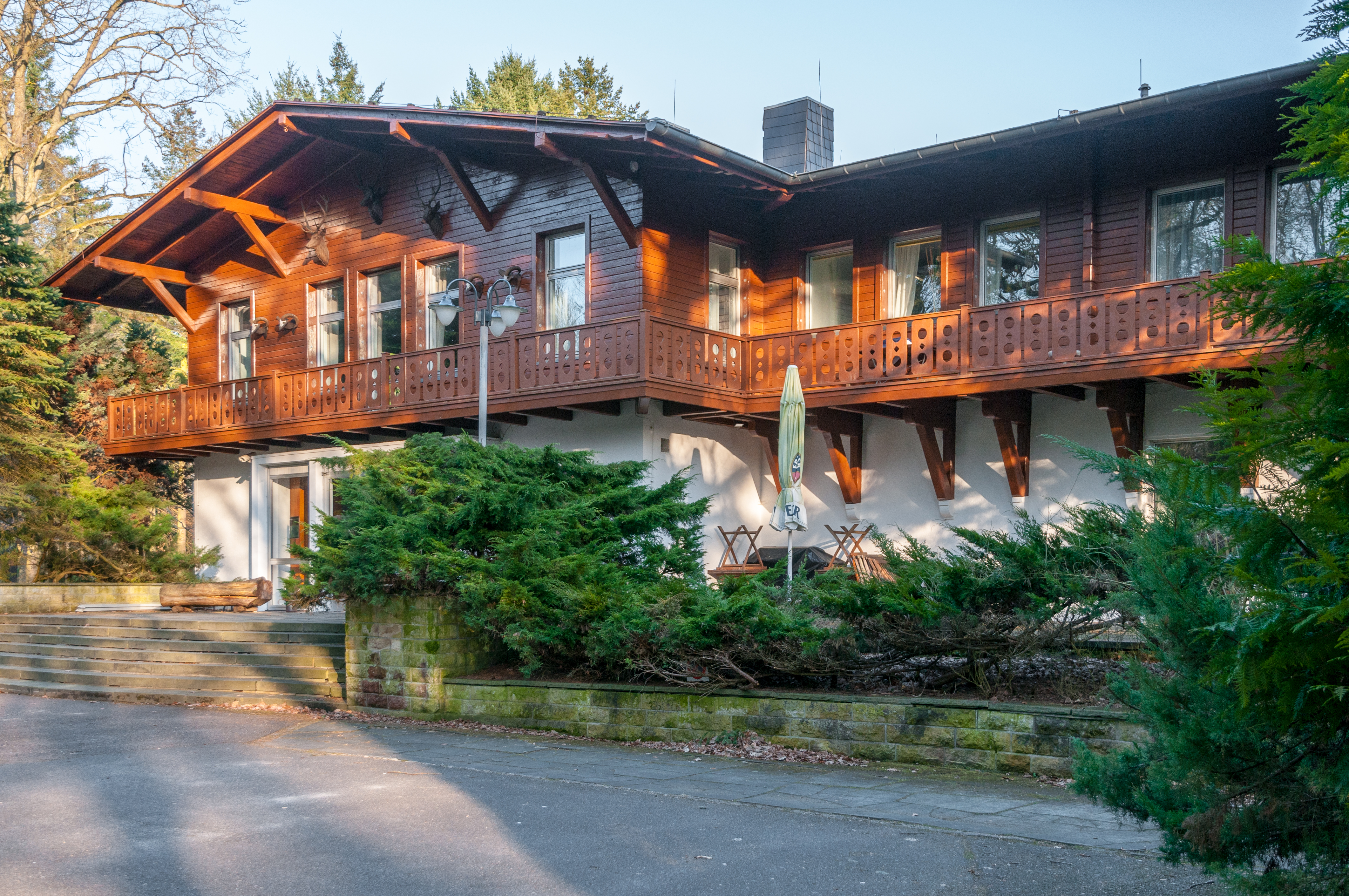
Hubertusstock 2018

Nach der Wiedervereinigung Deutschlands 1990 wurde Hubertusstock nicht mehr vom Staat genutzt und stand einige Jahre zum Verkauf. Nach der Privatisierung des Hauses gab es mehrere Besitzerwechsel. So entstand 1997 auf dem Areal in einem Neubau das heutige Ringhotel/Tagungszentrum der Wirtschaft unter dem Namen Kommunikationszentrum des Bildungswerkes der Wirtschaft in Berlin und Brandenburg e. V., abgekürzt bbw. Darüber hinaus nutzte für einige Jahre eine Berliner Hotelkette, die auf dem Areal in einem weiteren Neubau ein großes Hotel betreiben wollte, aber nur eine unvollendete Investruine hinterließ, das Haus als Hotel garni. Seit dem 1. Januar 2015 gehören das Haus, die vier dazugehörigen Bungalows und die seit langem leerstehende Schwimmhalle zum benachbarten Ringhotel Schorfheide/Tagungszentrum der Wirtschaft für Berlin und Brandenburg. Das Tagungszentrum, das bereits seit Mitte der 1990er Jahre ebenfalls auf dem Areal Hubertusstock ansässig ist, betreibt das Schloss sowie die Waldvillen ebenfalls als Hotel. Die Bungalows sind saniert und modern ausgestattet worden, sie bieten nunmehr 18 Gästezimmer. Weitere Gästezimmer entstanden im Obergeschoss des Jagdhauses. Die über 15 Jahre gegenüber dem Ringhotel/Tagungszentrum der Wirtschaft stehende unvollendete Investruine wurde 2015 abgerissen. Dort entstanden Besucherparkplätze. Es ist möglich, im Schloss Hubertusstock standesamtlich zu heiraten.
Im Jahr 2018 etablierte sich im Schloss und im Schlosspark ein Barockfestspiel, das von Freiwilligen in historischen barocken Kleidern vor Publikum organisiert wird. Die Teilnehmer bieten in Tanzauftritten gemäß eines Mottos sehenswerte Kultur, wie die Pferdeoper oder ein Abendkonzert mit Musik von Antonio Vivaldi (Beispiele aus dem Jahr 2022).

## Architektur und Umgebung
Das Gebäude wurde zweigeschossig mit umlaufender geschnitzter Galerie und Satteldach errichtet. Die Grundfläche wird aus zwei senkrecht zueinander angeordneten Rechtecken gebildet. Als Fassadenschmuck dienten zahlreiche Hirschgeweihe. Das Parterre beherbergte Gästezimmer und den Speiseraum mit Kamin (siehe Bild). In der Beletage befanden sich vier Zimmer, eine Kleinküche und ein Plumpsklo, jedoch kein Bad. Weder der Zustand des Hauses noch seine Ausstattung waren nach über 100-jährigen Nutzung noch zeitgemäß. So erfolgte auf Beschluss der DDR-Regierung 1971 ein Abriss mit anschließendem Wiederaufbau bis 1973 in Anlehnung an den ursprünglichen Gebäudestil und auf den historischen Grundmauern. Der höfische Zierrat wurde dabei jedoch nicht wieder verwendet.
An den Namen des Schlosses erinnerte ein Bildstöckl für St. Hubertus, das inzwischen nicht mehr vorhanden ist. Ein Bronzestandbild eines röhrenden Hirsches des Diesdorfer Tierbildhauers Richard Rusche und der Siegfriedsbrunnen gehörten zum Schmuck in der Umgebung. Südwestlich der Zufahrtsstraße liegt ein Granitblock, dessen Inschrift anlässlich der Jahrhundertfeier 1900 von Kaiser Wilhelm II. in Auftrag gegeben worden war, er lautet: „Weidmannsdank der Jägerei“. Ein weiterer Findling in der Umgebung wurde dem Schorfheider Forstmeister Balduin von Hövel gewidmet; die Stelle wird nunmehr Hövelseck genannt.
Außerdem gibt es einen weiteren Granitblock an der Stelle, an der der Kaiser sein Jagdfrühstück einzunehmen pflegte: die Königslinden, bereits 1820 gepflanzt.
Das Forstamt Eberswalde hat einen Rund-Wanderweg Hubertusstock mit ca. 4,5 km Länge angelegt, der die oben genannten Natursteine berührt.
Der Kaiserbahnhof ist nur noch ein Bedarfshalt; die gastronomische Bewirtschaftung wurde in den 2010er Jahren aufgegeben.